# Ventiv
Der Ventiv ist eine grammatische Kategorie des Verbs einiger Sprachen. Er drückt aus, dass die Handlung lokal in Richtung des Sprechers ausgeführt wird („Ventiv“ von Latein venire ‚kommen‘). Speziell in einigen altorientalischen Sprachen, wie dem Akkadischen und dem Sumerischen, sowie in einigen Sprachen des Kaukasus, Nordafrikas (wie z. B. dem Maɗi, einer Zentralsudanischen Sprache) und Ozeaniens (z. B. Lenakel) tritt der Ventiv gehäuft auf. Dabei ist er nicht auf Bewegungsverben beschränkt.

## Beispiele

### Sumerisch
| lugal           | mu-ĝen-Ø                |
| König           | Ventiv-gehen-3s.Subjekt |
| „der König kam“ |                         |

dagegen ohne Ventiv:
| lugal                   | ì-ĝen-Ø                    |
| König                   | Präfix(*)-gehen-3s.Subjekt |
| „der König ging (fort)“ |                            |

(*) Das Präfix ì- steht hier, weil die Verbform finit ist und jede finite Verbform mindestens ein Präfix haben muss. Eine grammatische oder lexikalische Bedeutung trägt das Präfix nicht.
Ein Ventiv steht oft auch mit Verben, die keine Bewegung ausdrücken:
| lugal-e                                     | é      | mu-n-ŕú-Ø                            |
| König-Ergativ                               | Tempel | Ventiv-3s.Agens-errichten-3s.Patiens |
| „der König errichtete den Tempel (hierher)“ |        |                                      |

### Lenakel
Die austronesische Sprache Lenakel (gesprochen in Vanuatu) verfügt nicht nur über ein Ventiv-Suffix, sondern auch über ein Suffix, das die Richtung zum Angesprochenen hin anzeigt, sowie über ein neutrales Suffix, das anzeigt, dass die Handlung weder in Richtung des Sprechers noch in Richtung des Angesprochenen ausgeführt wird. Das folgende Beispiel entstammt der Grammatik von John Lynch (1978), siehe Literatur.
| ieramɨra                                          | r-armwig          | m-ɨni-pa         | to    | kat-lau             |
| Anführer                                          | 3.Pers.-aufstehen | und-sagen-Ventiv | Dativ | Inklusives Wir-Dual |
| „Der Anführer stand auf und sagte zu uns beiden…“ |                   |                  |       |                     |

## Referenzen
- Edzard, Dietz-Otto: A Sumerian Grammar, Brill Academic Publishers, 2003, ISBN 9004126082
- Lynch, John: A Grammar of Lenakel. (Pacific Linguistics Series B No. 55) The Australian National University, Canberra 1978.